# Hyas
Hyas (gr. Ὑας) - postać w mitologii greckiej, syn Atlasa i Plejone (lub Ajtry), brat Plejad i Hiad. Zginął podczas polowania w Libii, ukąszony przez węża (lub zabity przez lwa albo dzika). Jedna z wersji mitu mówi, że siostry Hyasa, z rozpaczy po jego śmierci, przemienione zostały w gwiazdy (Plejady i Hiady).